# Daniel Harnister
Daniel Harnister (ou Harnischter) est un orfèvre actif à Strasbourg au XVIIe siècle.

## Biographie
Daniel Harnister est né à Strasbourg en 1628 dans une famille patricienne.
Reçu maître en 1651, il épouse l'année suivante Suzanne Dieffenbacher, la fille d'un membre du Conseil des XV.
Il habitait dans la rue des Orfèvres en 1670.
Son fils Daniel est reçu maître-orfèvre en 1679. Le 15 janvier 1690, sa fille Marie Salomé épouse l'orfèvre Jean Louis I Imlin qui était compagnon chez lui et qui prendra sa succession.
La date de sa mort reste incertaine : 1680, vers 1684, voire plus tardive : Hans Haug estime qu'il vit encore en 1690.

## Œuvre
Les musées de Strasbourg conservent une collection de récipients de Daniel Harnister, dont un petit broc en argent doré et repoussé, transformé en moutardier, un gobelet hémisphérique, un gobelet couvert, un gobelet à décor de fleurs.

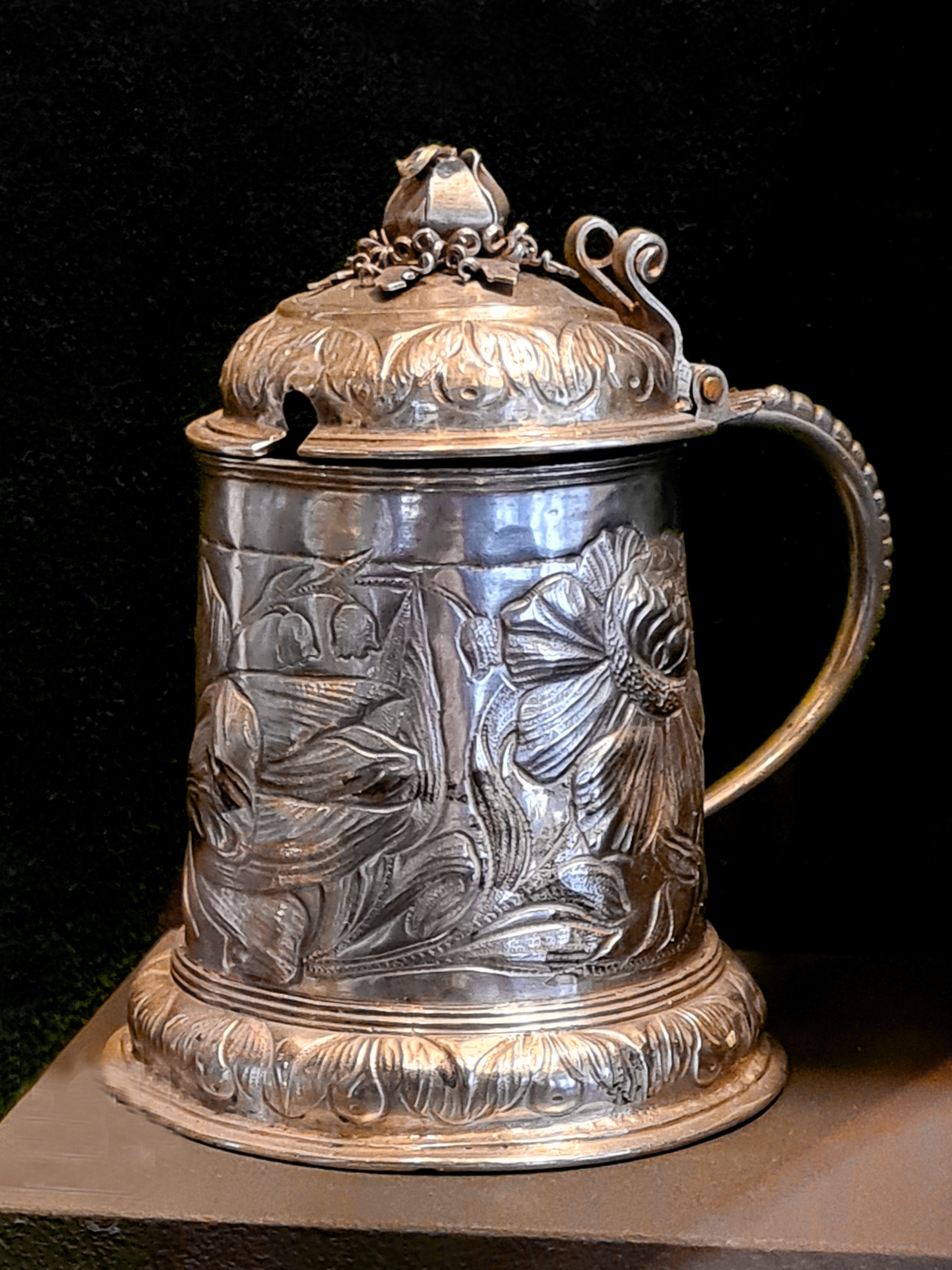
Petit broc transformé en moutardier[6].
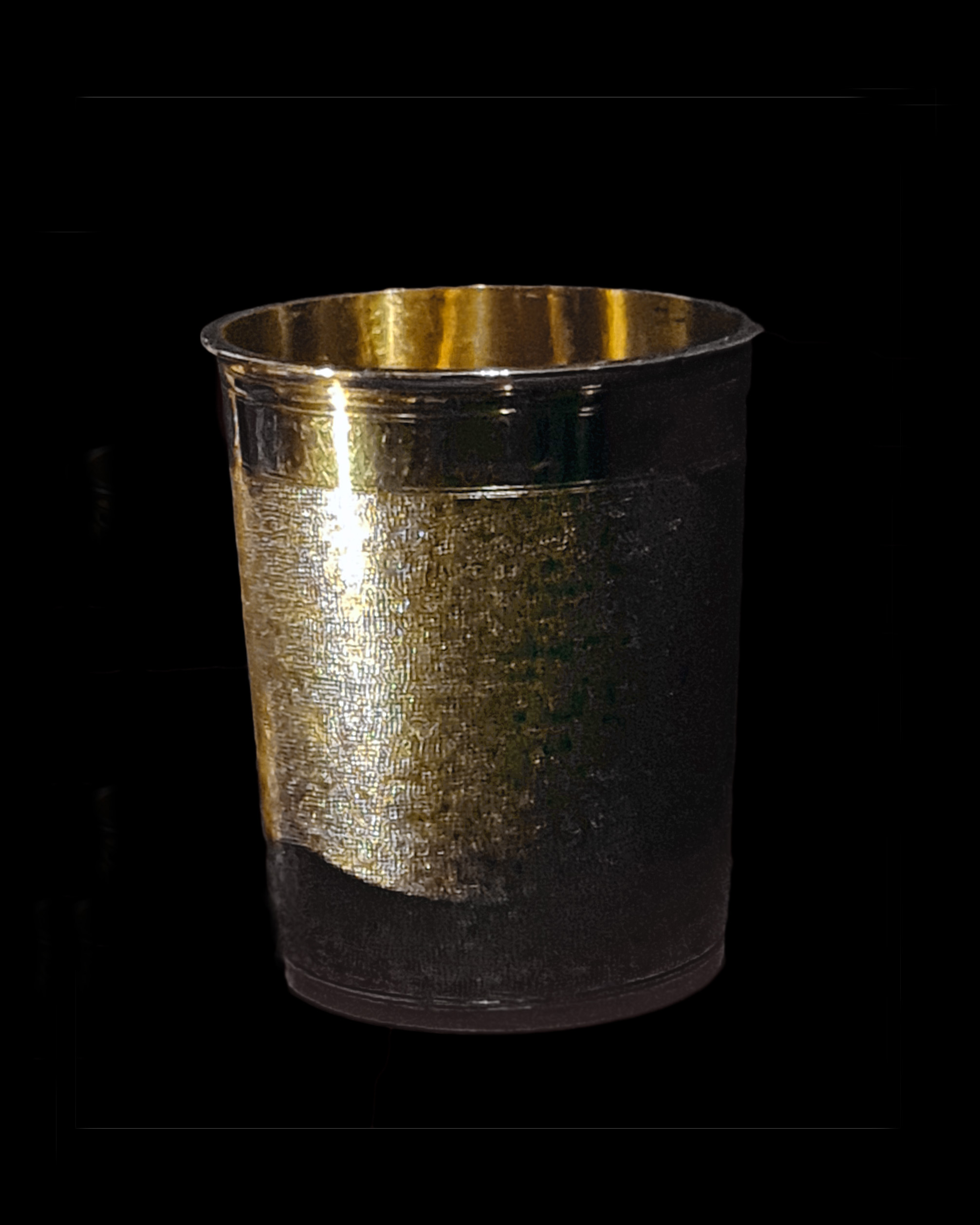
Gobelet en argent doré[7].
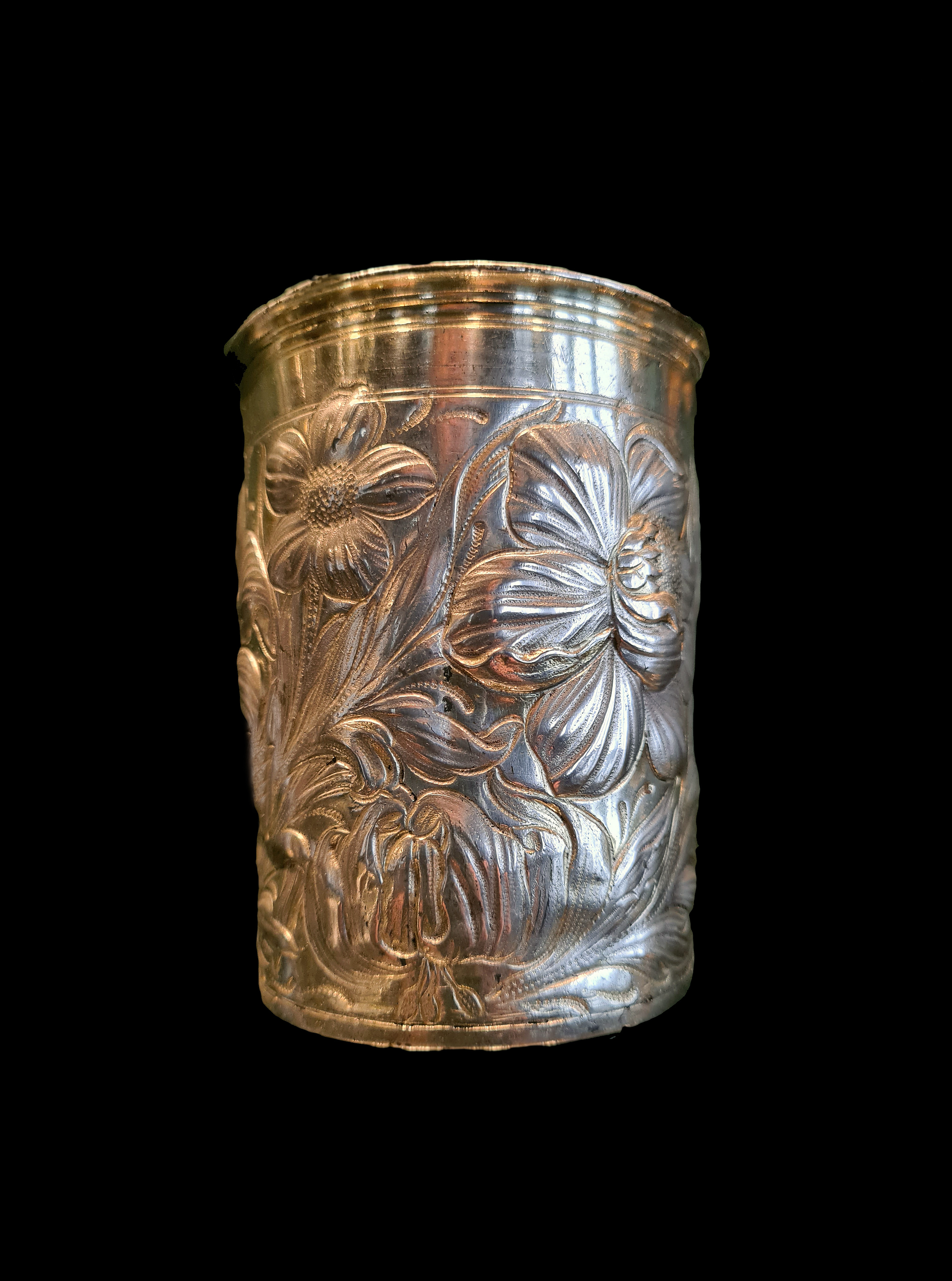
Gobelet cylindrique[6].
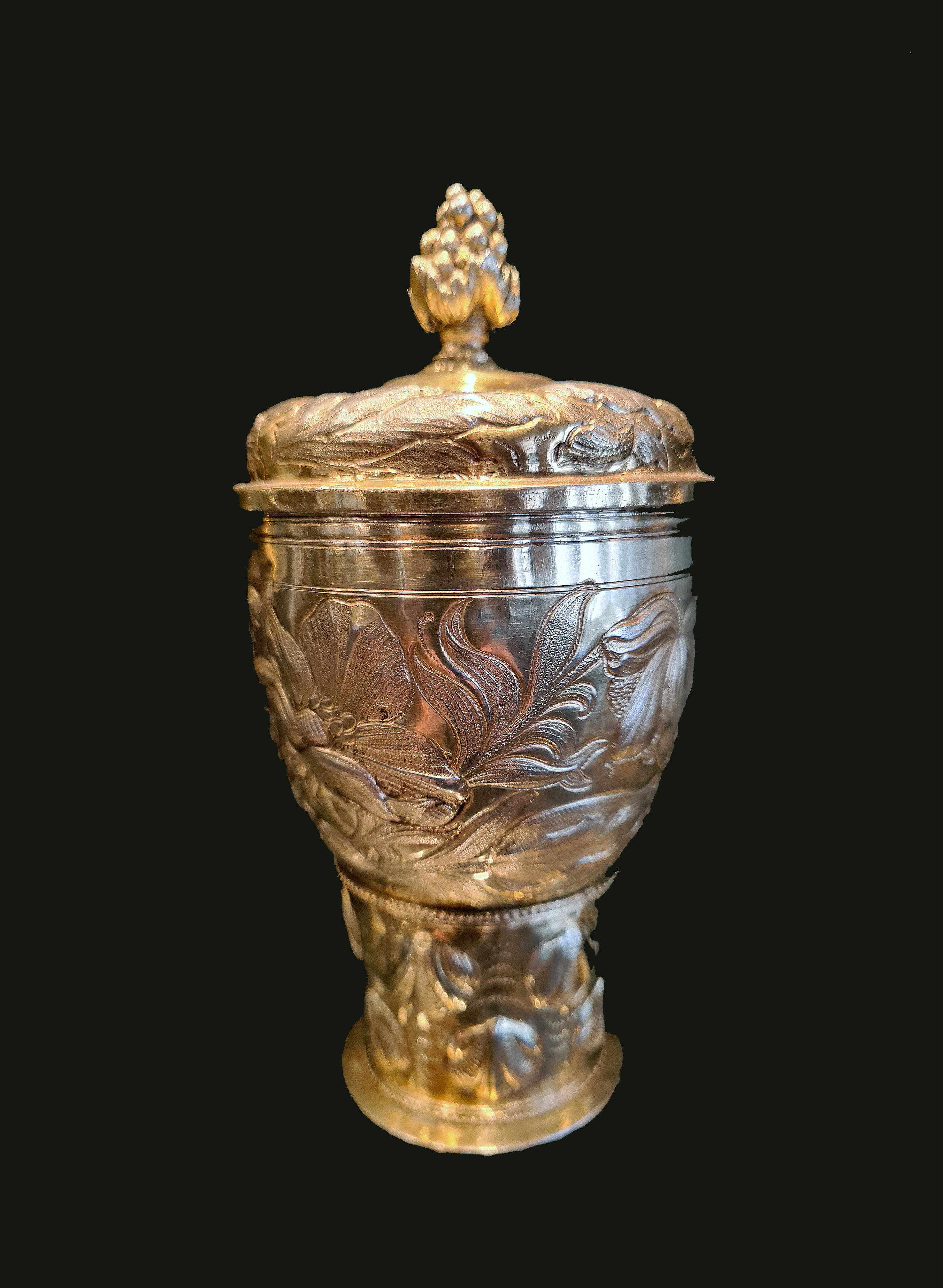
Gobelet à couvercle[6].
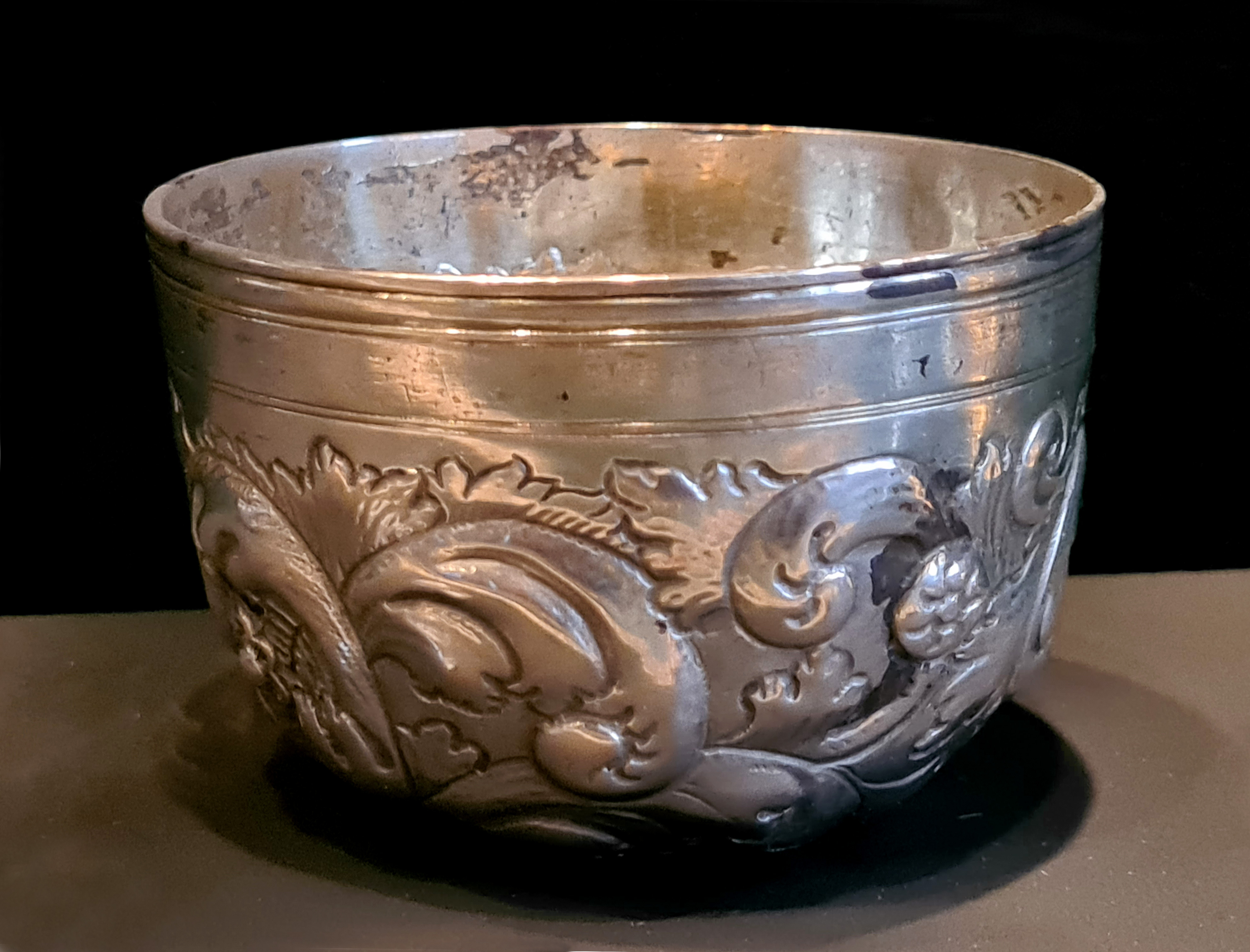
Petit gobelet de chasse à décor d'acanthe[6].
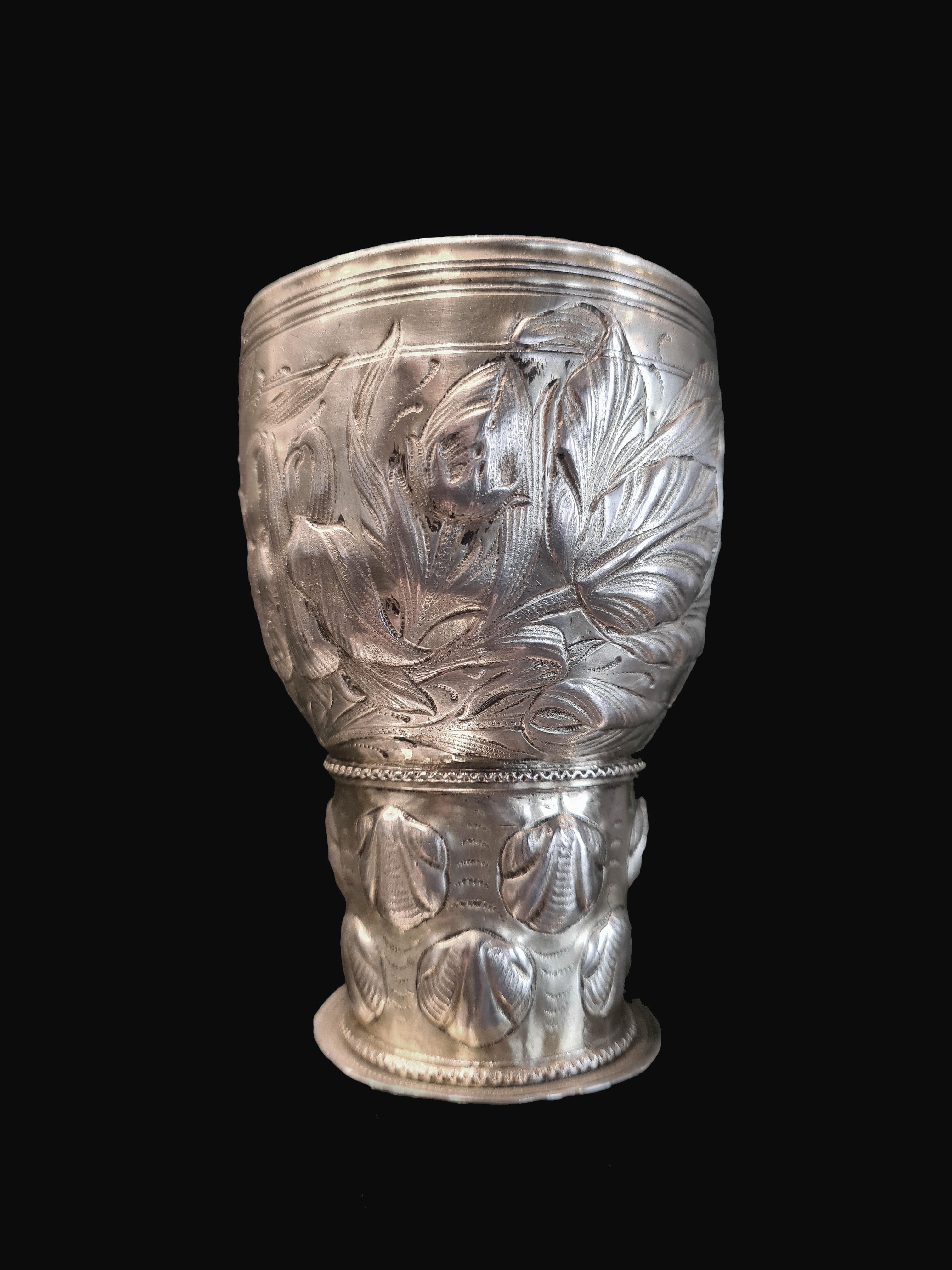
Gobelet à décor de motifs floraux repoussés[6].

Présentée au Musée de l'Œuvre Notre-Dame, la pièce la plus remarquable est un hanap couvert, réalisé à partir d'une noix de coco, sculptée de trois bas-reliefs représentant un abbé de l'abbaye d'Ebersmunster, saint Pierre et saint Paul, l'archange saint Michel triomphant du démon.

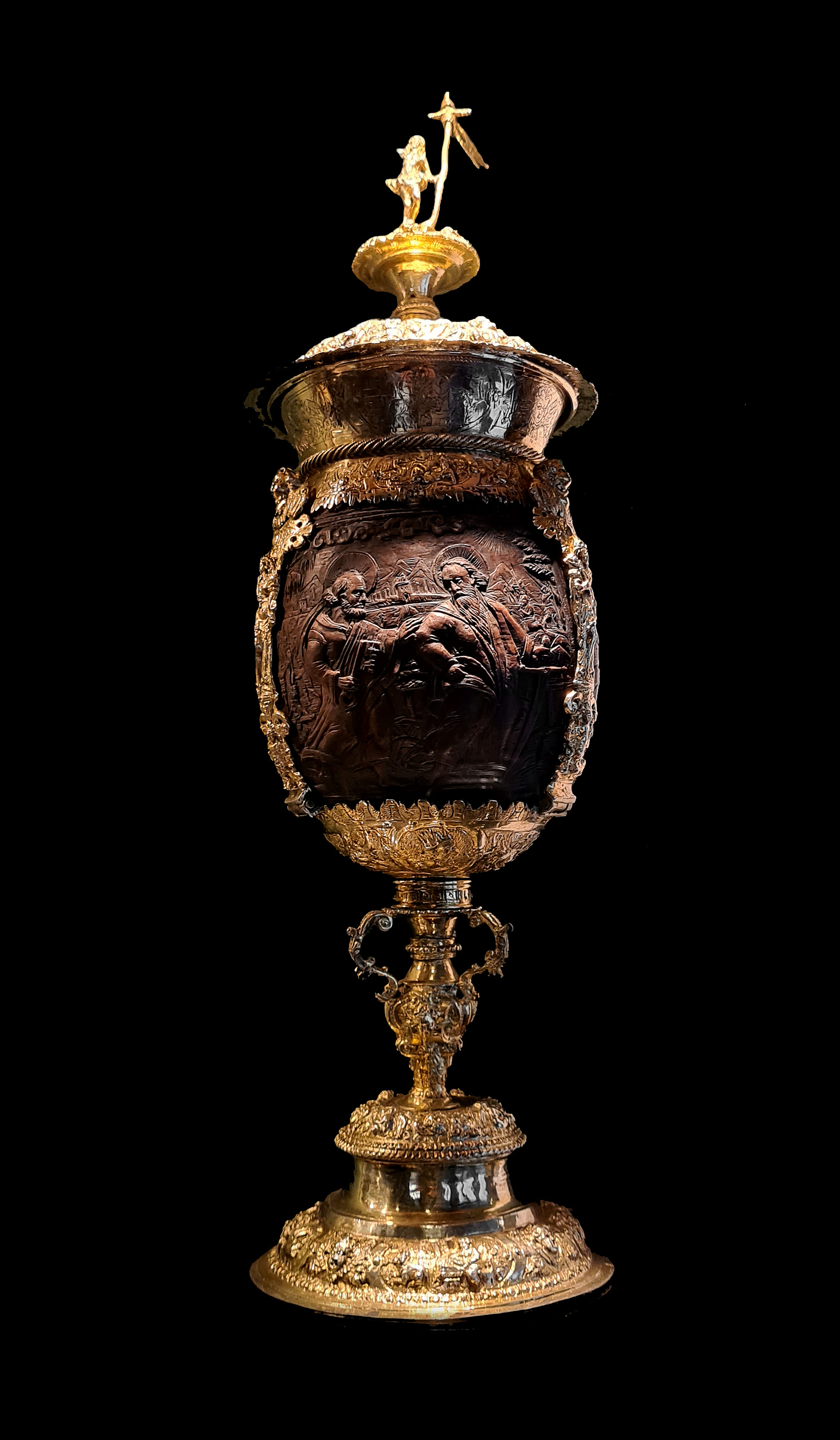
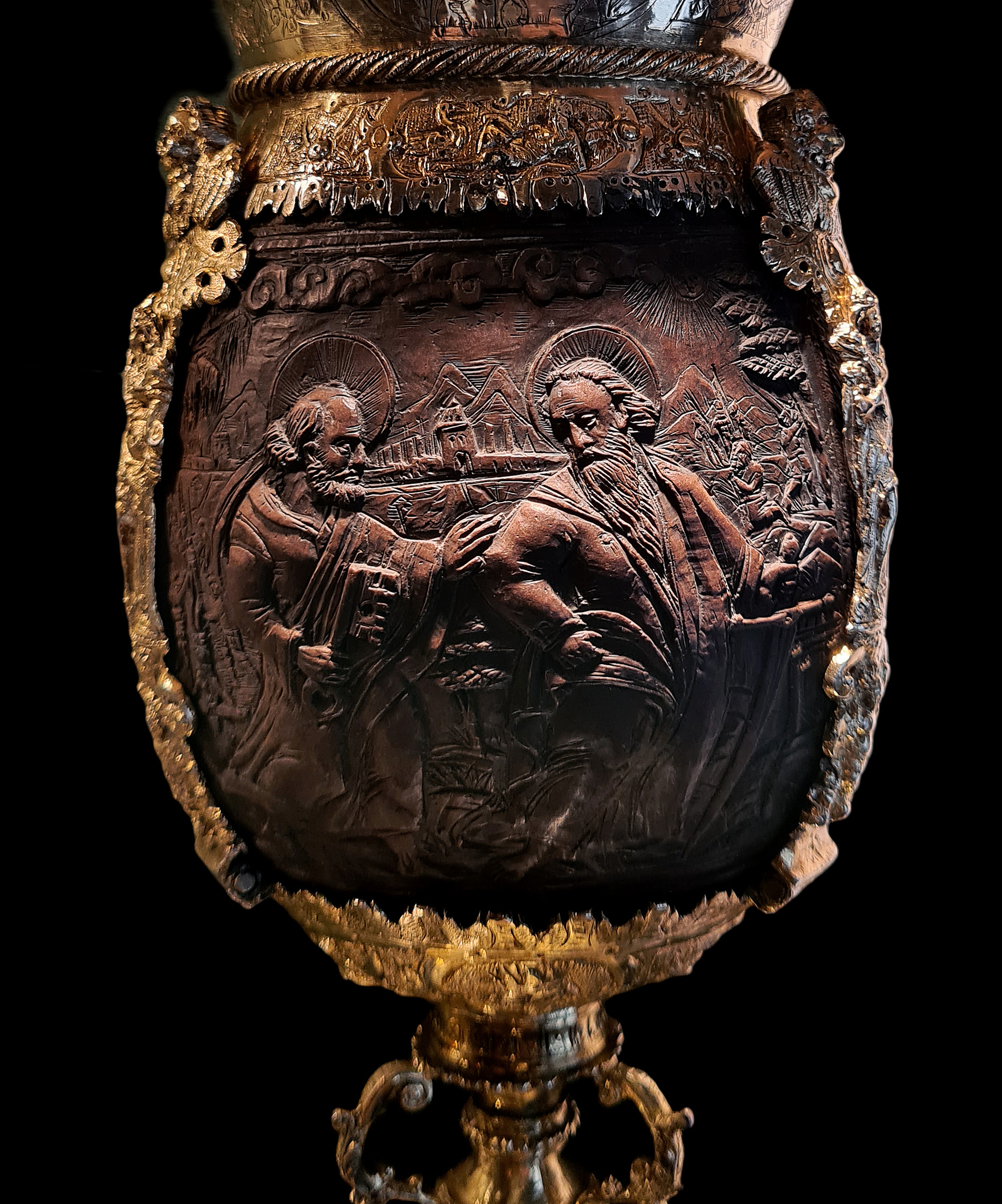
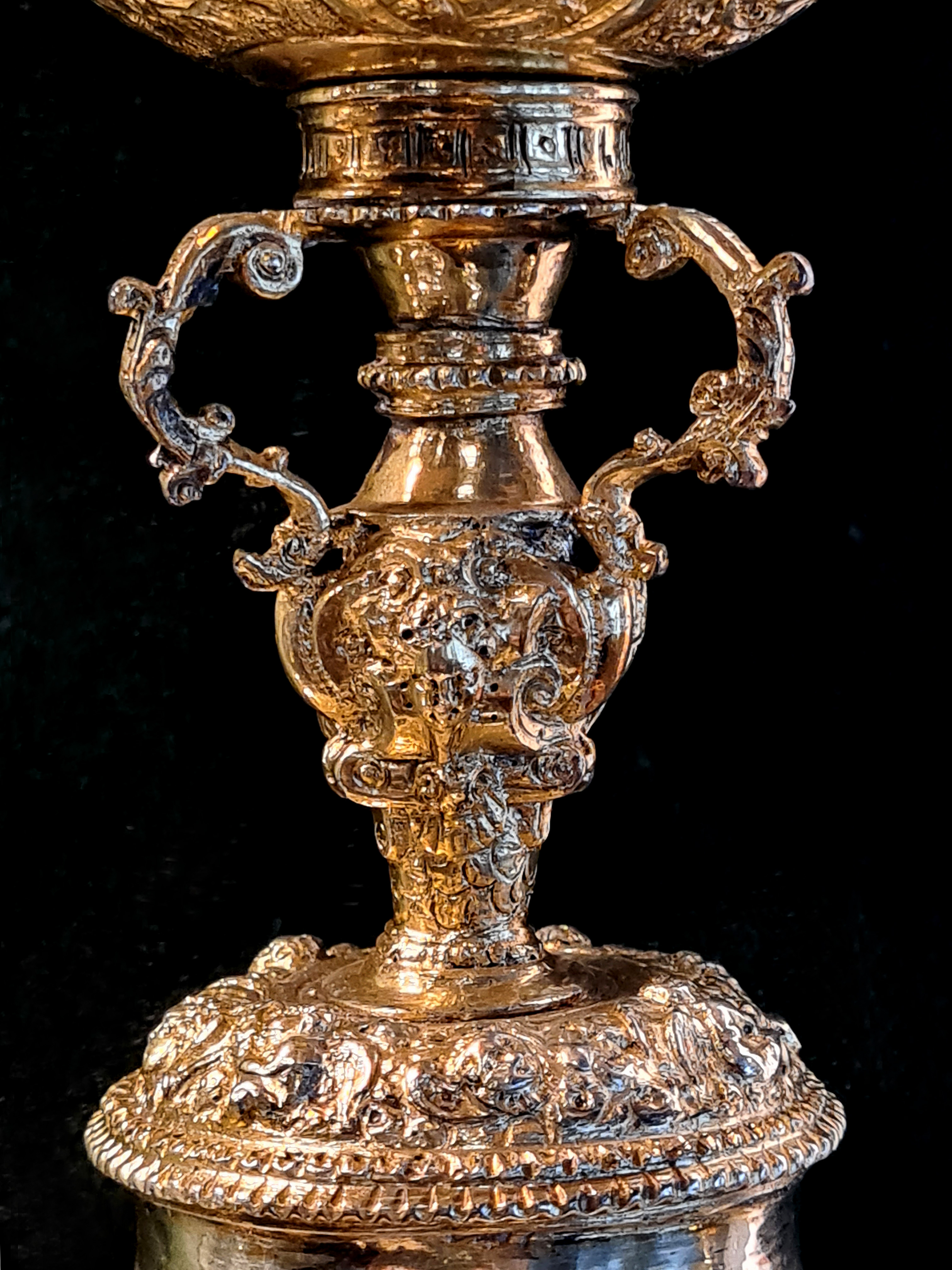

La collégiale Saint-Martin de Colmar détient un calice en vermeil de la seconde moitié du XVIIe siècle, dont le décor est d'un style Renaissance évolué (frise de feuilles d'acanthe, six têtes d'angelots ailés et feuillages sur le nœud ciselé). Un autre objet se trouve dans une collection colmarienne, une coupelle en argent — sorte de drageoir —, décorée au repoussé d'une perruche et de feuilles d'acanthe.
Quelques pièces se trouvent en Allemagne, au Grünes Gewölbe (collections nationales de Dresde), au Landesmuseum de Darmstadt (musée régional de la Hesse), et dans les collections du prince héréditaire de Furstenberg à Donaueschingen, les Fürstlich Fürstenbergische Sammlungen (de).

François-Egon de Fürstenberg, nommé évêque de Strasbourg en 1663, commanda au luthérien Daniel Harnister une grande épée de parade, à la poignée faite d'un aigle et au fourreau finement ciselé. Cette épée fut portée lors de cérémonies par le comte de Hanau-Lichtenberg, grand maréchal héréditaire de l'Évêché, lui-même protestant. La pièce était présentée à l'entrée de la grande exposition, Le siècle d'or de l'orfèvrerie de Strasbourg, réunie à Paris en 1964 par Hans Haug.

Épée de parade du prince-évêque François-Egon de Fürstenberg.
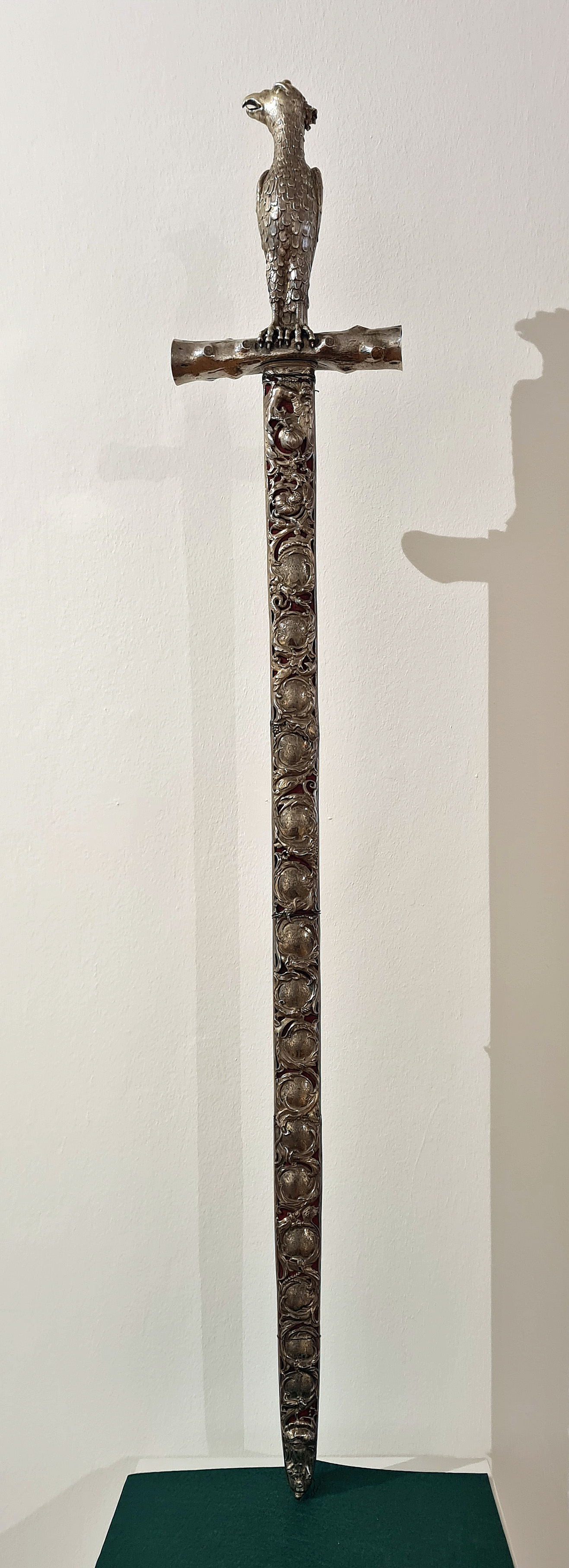
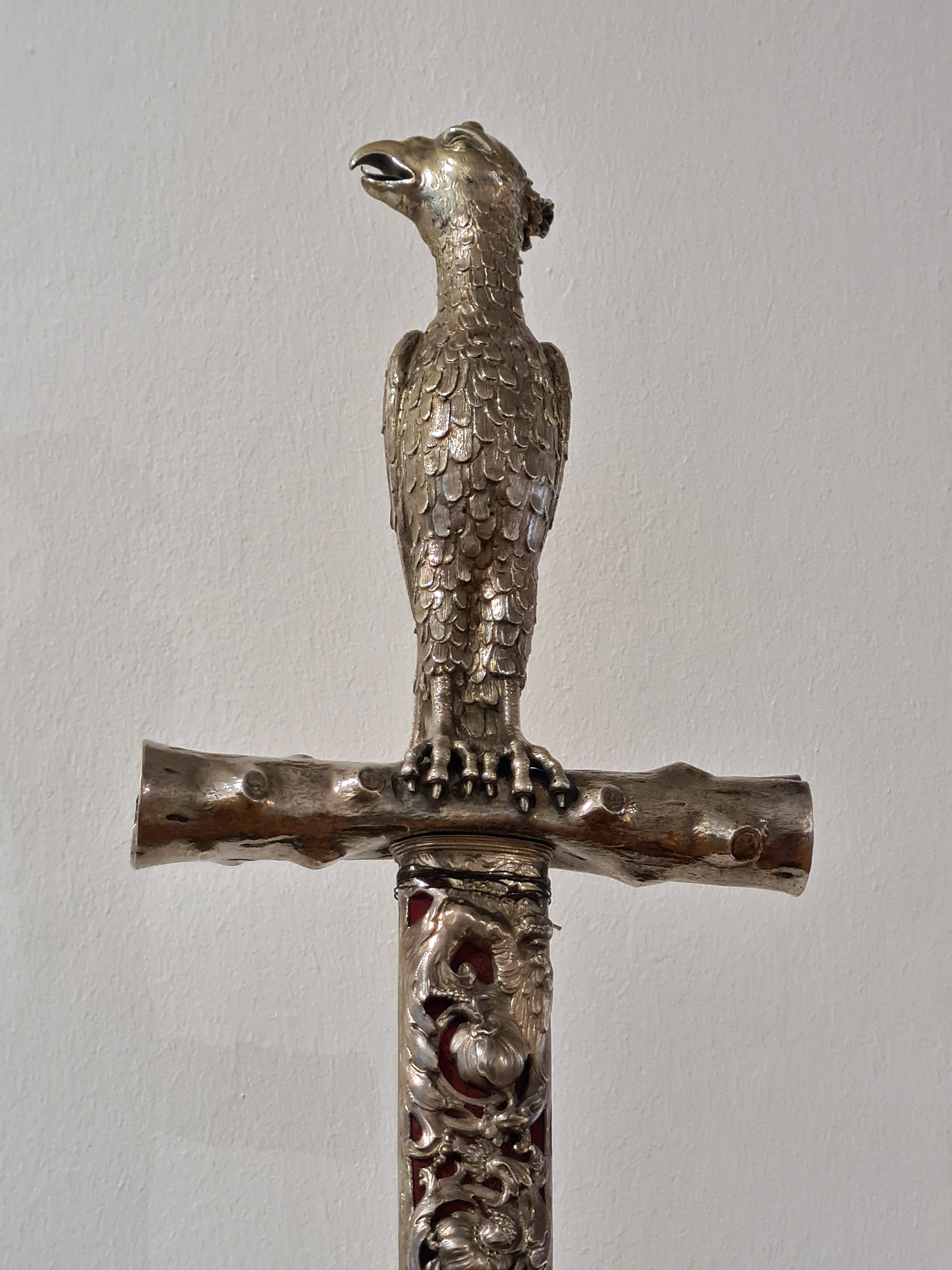
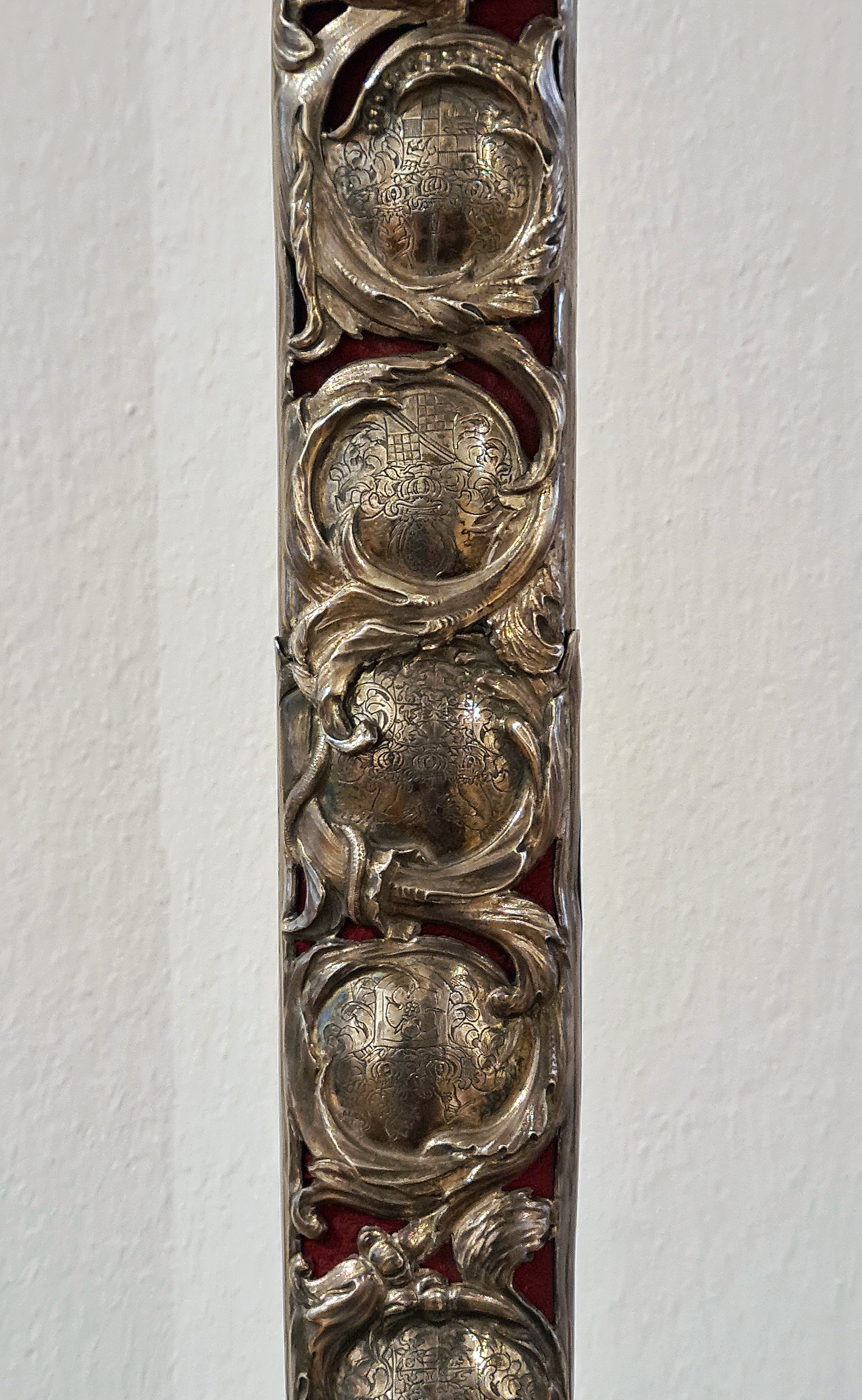
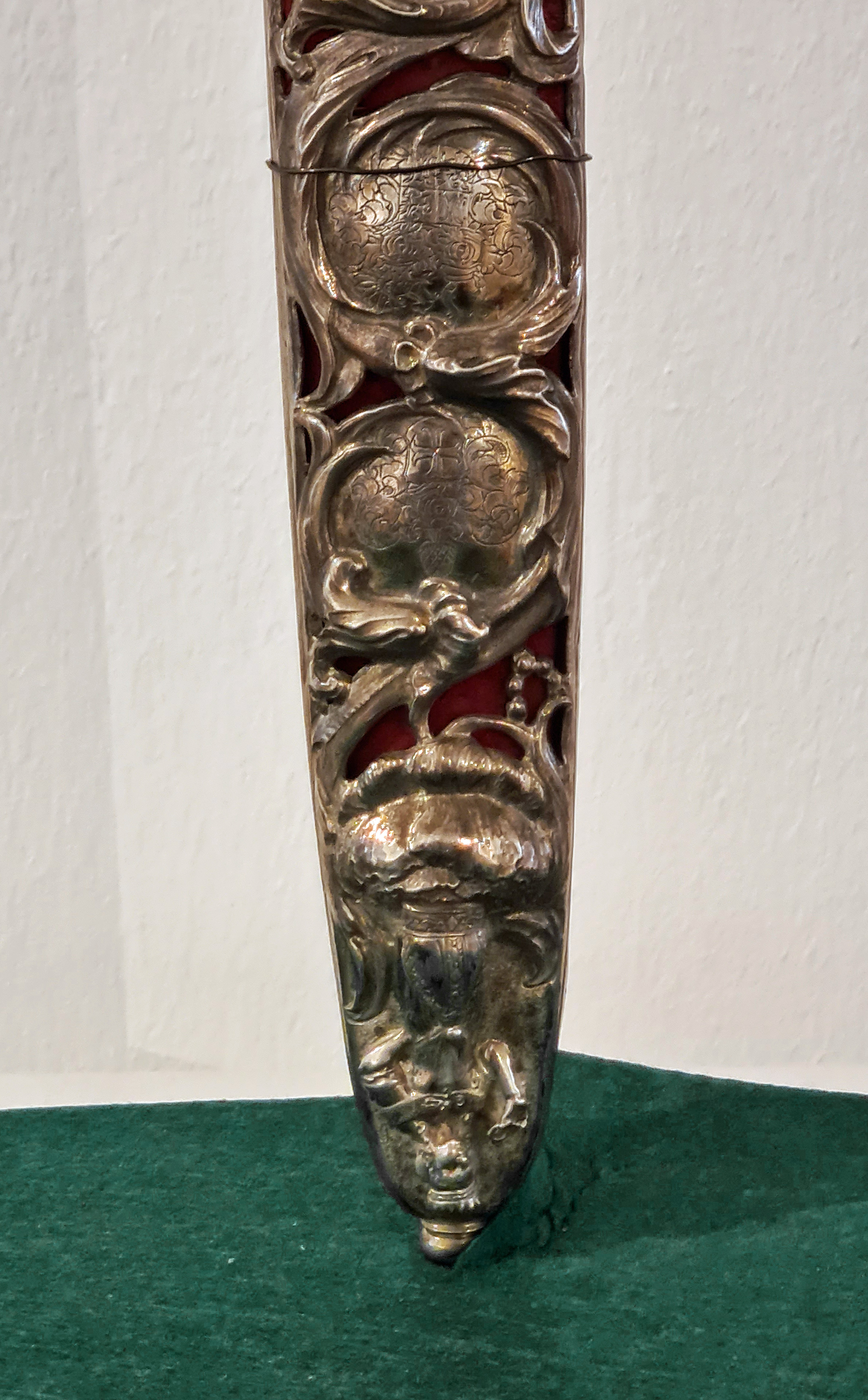

Au château de Seneffe, le musée de l'orfèvrerie de la Communauté française de Belgique détient un gobelet réalisé vers 1660.